# Grand Conseil (Frankrig)
Grand Conseil (det store råd) var navnet på to forskellige institutioner, der fandtes i Frankrig under Ancien régime. 
I nogle af de schweiziske kantoner hedder delstatsparlamentet også Grand Conseil.

## Del af kongens råd
I 1200 – tallet var Grand Conseil den store del af kongens råd. Den mindre og mere elitære del af regeringen hed "Conseil étroit" ("det smalle råd") eller "Conseil secret" (det hemmelige råd eller gehejmestatsrådet).     

## Højesteret
Under Karl 7. af Frankrig, Karl 8. af Frankrig og Ludvig 12. af Frankrig (konger i 1422 – 1515) blev der efterhånden udskilt en særlig afdeling af kongens råd, der skulle tage sig af vanskelige juridiske spørgsmål. 
Den nye højesteret, der kom til at hedde Grand Conseil, blev oprettet i 1497 og stadfæstet i 1498. Den nye domstol blev uafhængig af kongen og regeringen. 
Derefter kunne regeringen koncentrere sig om politiske og administrative sager.